# Hypsirhynchus scalaris
Espèce
Synonymes
- Hypsirhynchus ferox scalaris Cope, 1863

Hypsirhynchus scalaris  est une espèce de serpents de la famille des Dipsadidae.

## Répartition
Cette espèce est endémique d'Haïti.

## Publication originale
- Cope, 1863 "1862"  : Synopsis of the species of Holcosus and Ameiva, with diagnoses of new West Indian and South American Colubridae. Proceedings of the Academy of Natural Sciences of Philadelphia, vol. 14, p. 60-82 (texte intégral).